# 布萊恩·蓋
布萊恩·蓋（Joseph Brian Gay，1971年12月14日—）是一位美國職業高爾夫球選手，現在參加PGA巡迴賽賽事。他出生在得克薩斯州沃思堡，成長在亞拉巴馬州盧克堡（Fort Rucker）。他的父親是一位軍人，也是軍隊中高爾夫球隊的一員。蓋曾是佛羅里達大學高爾夫隊的一員。1994年他轉為職業選手。

## 外部連結
- 官方网站
- 布萊恩·蓋在PGA巡迴賽的官方網站
- 布萊恩·蓋在男子高爾夫世界排名的官方網站